# 喰霊-零- キャラクターソング
「喰霊-零- キャラクターソング」（がれい ぜろ キャラクターソング）は、Lantisから発売されたテレビアニメ『喰霊-零-』の一連のシングルシリーズ。

## 概要
2009年2月4日から5月27日にかけて全4タイトルが発売された。各タイトルごとにデュエットによるキャラクターソングが2曲ずつ収録されている。ジャケットはキャラクターデザインの堀内修が描きおろしている。

## Vol.1
2009年2月4日発売。歌は土宮神楽（茅原実里）と諌山黄泉（水原薫）。
収録曲
1. ふたりしかいなかった [4:10]
作詞：畑亜貴 / 作曲：俊龍 / 編曲：鈴木マサキ
2. sentimental cool [4:59]
作詞：畑亜貴 / 作曲：Tatsh / 編曲：近藤昭雄
3. ふたりしかいなかった（off vocal）
4. sentimental cool （off vocal）

## Vol.2
2009年2月25日発売。歌は神宮寺菖蒲（相沢舞）と二階堂桐（土谷麻貴）。
収録曲
1. Agnus dei
作詞：畑亜貴 / 作曲：俊龍 / 編曲：鈴木マサキ
2. Basic mission [about love]
作詞：畑亜貴 / 作曲：福本公四郎 / 編曲：安藤高弘
3. Agnus dei（off vocal）
4. Basic mission [about love]（off vocal）

## Vol.3
2009年3月25日発売。歌は桜庭一騎（白石稔）と飯綱紀之（高橋伸也）。
収録曲
全作詞：畑亜貴 / 作曲：俊龍
1. Death comes
編曲：鈴木マサキ
2. Standard game
編曲：近藤昭雄
3. Death comes（off vocal）
4. Standard game（off vocal）

## Vol.4
2009年5月27日発売。歌は岩端晃司（稲田徹）とナブー兄弟（若本規夫）。
収録曲
1. Alarm:Entry
作詞：畑亜貴 / 作曲：俊龍 / 編曲：鈴木マサキ
2. 対策ール・ララバイ
作詞：畑亜貴 / 作曲：Tatsh / 編曲：tetsu-yeah
3. Alarm:Entry（off vocal）
4. 対策ール・ララバイ（off vocal）